# Gazije
Gazije je naselje u Hrvatskoj, regiji Slavonija u Osječko-baranjskoj županiji i pripada općini Feričanci.

## Zemljopisni položaj
Gazije se nalaze 195 metara nadmorske visine i na sjevernim obroncima Krndije. Susjedna naselja: sjeverno Valenovac i Feričanci, istočno Gornja Motičina, Seona te sjeveroistočno Donja Motičina naselja u susjednoj općini Donja Motičina. Sjeverozapadno se nalaze Šumeđe, Crkvari i  Stara Jošava naselja koja pripadaju gradu Orahovici u susjednoj Virovitičko-podravskoj županiji. Pripadajući poštanski broj je 31512 Feričanci, telefonski pozivni 031 i registarska pločica vozila NA (Našice). Površina katastarske jedinice naselja Gazije je 19,17 km·102. 

## Stanovništvo
| broj stanovnika | 249   | 243   | 221   | 345   | 407   | 536   | 366   | 440   | 316   | 282   | 249   | 166   | 116   | 80    | 93    | 53    | 29    |
|                 | 1857. | 1869. | 1880. | 1890. | 1900. | 1910. | 1921. | 1931. | 1948. | 1953. | 1961. | 1971. | 1981. | 1991. | 2001. | 2011. | 2021. |

Do 1900. iskazivano pod imenom Gazje. Prema prvim rezultatima Popisa stanovništva 2011. u Gazijama je živjelo 53 stanovnika u 24 kućanstva.

## Povijest
Gazije je naselje smješteno na sjevernim padinama Krndije uz potok Babina Voda, 4,5 km južno od središta općine Feričanci. Osmanlije su u ovaj kraj doselile pravoslavne Vlase sredinom 17. stoljeća. Nakon 1720. počinju i pojedinačna doseljavanja vlaških izbjeglica uglavnom iz Baranje. U selu je 1754. izgrađena pravoslavna crkva Svete Trojice u skromnom baroknom stilu. Naselje najveći broj stanovnika selo bilježi početkom 20. stoljeća a posljednjih 30- tak godina bilježi se veliki pad broja stanovnika pa u budućnosti prijeti nestanak samog naselja. Jedini pomak posljednjih godina je veliko zanimanje vikendaša i zaljubljenika u prirodu za ovaj kraj kojeg krasi netaknuta priroda. U selu se nalazi stablo lipe čija se starost procjenjuje na oko 500 godina.

## Vanjske poveznice
- http://www.opcina-fericanci.hr/  Arhivirana inačica izvorne stranice od 8. prosinca 2012. (Wayback Machine)
- http://www.fericanci.net/